# Rick Marschall
Œuvres principales
Encyclopedia of Country and Western Music
Richard « Rick » Marschall (né le 3 février 1949) est un écrivain, éditeur et historien de bande dessinée. Il a été décrit par le magazine Bostonia comme « la première autorité sur la culture pop d'Amérique ». Marschall a servi en tant que rédacteur pour les deux éditeurs de comics Marvel et Disney, en plus de plusieurs syndicats.

## Biographie
Rick Marschall a écrit et édité plus de 62 livres sur des thèmes culturels, y compris l'histoire de la bande dessinée, de la télévision et de la musique country. Il a documenté l'histoire de la bande dessinée dans les deux revues qu'il a édité : Nemo, the Classic Comics Library et Hogan's Alley. Pour Marvel, il a fondé le magazine Epic Illustrated. Il a édité des strips (Peanuts, BC, Dick Tracy), scénarisé des romans graphiques et des dessins animés (ThunderCats) et édité un livre avec le Dr Seuss.
Marschall a enseigné la création littéraire au Summer Institute for the Gifted du Bryn Mawr College et les techniques de la fiction à l'Université de Rutgers et à la School of Visual Arts.
En 2009, il fait équipe avec Jonathan Barli pour lancer Rosebud Archives, destiné à la préservation et à la publication de la bande dessinée dans les estampes, les portfolios et les livres. La même année, il a fait le point sur sa carrière : « J'ai dessiné des caricatures politiques depuis des années. J'ai été éditeur de comic strip, éditeur de trois journaux de syndicats, éditeur chez Marvel, écrivain de comics Disney. J'ai enseigné sur le sujet de la bande dessinée au personnel enseignant de quatre universités. J'ai été consulté par le Service Postal Américain lorsqu'ils ont émis 20 timbres pour célébrer le centenaire des comics ; et le Département d’État m'a envoyé à l'étranger (j'en reviens) pour monter des expositions et parler des comics. J'ai écrit 62 livres ; édité plusieurs magazines et créé quelques uns... J'ai écrit quatre livres sur la musique country, deux sur l'histoire de la télévision, et je suis aujourd'hui en train de finir une biographie de Johann Sebastian Bach ».

## Publications
- American Comic Classics: A Collection of U.S. Postage Stamps
- America's Great Comic Strip Artists: From the Yellow Kid to Peanuts
- Blondie & Dagwood's America
- Encyclopedia of Country and Western Music
- The Encyclopedia of Country Music
- The First Nemo Annual Screw Ball Comics
- The Golden Age of Television
- History of Television
- La bande dessinée selon Milton Caniff (Milton Caniff, Rembrandt of the Comic Strip) Futuropolis, 1984,  (ISBN 978-2-7376-5305-6)
- Screw Ball Comics